# معابد بودایی در ژاپن

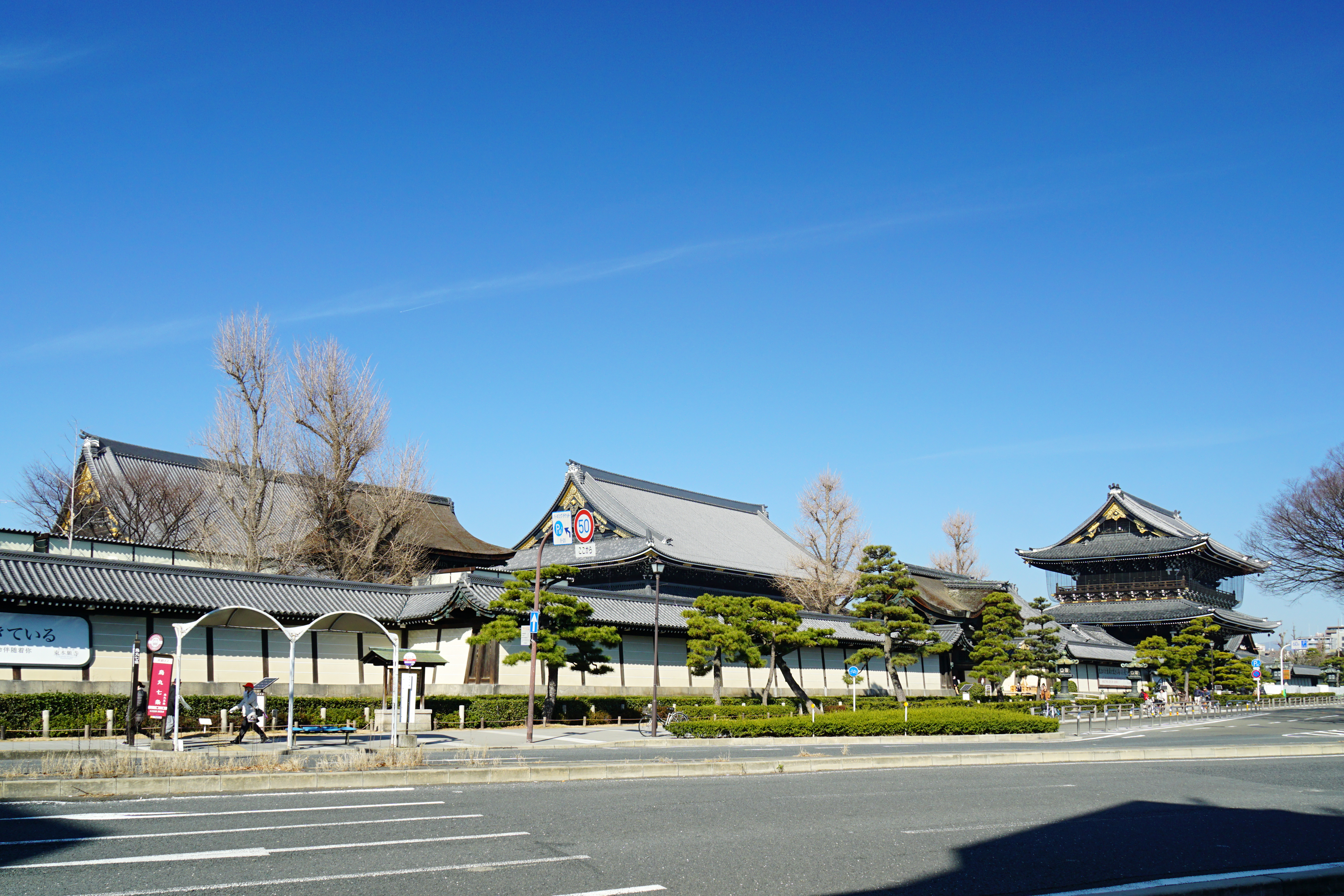
هونگانجی شرقی در کیوتو

معابد بودایی در ژاپن (انگلیسی: Buddhist temples in Japan) معابد بودایی یا صومعه‌های بودایی همراه با زیارتگاه‌های شینتو، از جمله پرشمارترین، معروف‌ترین و مهم‌ترین بناهای مذهبی ژاپن محسوب می‌شوند.